# Корабль призраков
«Корабль призраков» (англ. Haunting of the Queen Mary) — британский фильм ужасов режиссёра Гарри Шора с Элис Ив и Джоэлом Фраем в главных ролях. Премьера состоялась 18 августа 2023 года.

## Сюжет
Знаменитый трансатлантический лайнер «Королева Мэри» — самый зловещий корабль в истории. У судна, превосходящего по размерам «Титаник», в прошлом полно несчастных случаев и загадочных смертей. Леденящие душу события 1938 года таинственным образом переплетаются с судьбой семьи, поднявшейся на борт в наши дни. Теперь, чтобы спасти своего ребёнка, паре родителей придётся познать настоящий ужас и столкнуться, лицом к лицу, с призраками проклятого корабля.

## В ролях
- Элис Ив — Энн Колдер
- Джоэл Фрай — Патрик Колдер
- Ленни Раш — Лукас Колдер
- Нелл Хадсон — Гвен Рэтч
- Ангус Райт — Виктор
- Джим Пиддок — капитан Кэрадайн

## Производство
Сценарий «Корабля призраков» был написан Стивеном Оливером и Томом Воганом с правками Гэри Шора. Это британское совместное производство Imagination Design Works, Rocket Science и White Horse Pictures. Разработка фильма началась в 2013 году, тогда же он и был анонсирован. В январе 2019 года было объявлено, что Гарри Шор станет режиссёром. К марту 2021 года стало известно, что «Корабль Призраков» станет первым фильмом в трилогии фильмов ужасов о RMS Queen Mary, списанном океанском лайнере, который постоянно пришвартован в Лонг-Бич, Калифорния. В октябре 2021 года начались съёмки в студии, разработанной ARRI и Creative Technologies. Съёмки проходили на борту RMS Queen Mary в ноябре.

## Критика
На агрегаторе рецензий Rotten Tomatoes 7 из 10 отзывов критиков положительные, а средняя оценка составляет 5,8 баллов из 10.
Мэтт Донато из Bloody Disgusting дал фильму 3 звезды из 5, написав: «Фильм никогда не будет таким совершенным, как „Корабль-призрак“, „Треугольник“ или другие, но он все же достаточно хорош, чтобы пустить холод по спине».
Джеффри Андерсон из Common Sense Media был более критичен, дав фильму 2 звезды из 5 и написав: «Эта потрясающая история ужасов, красиво снятая и с некоторыми яркими, шокирующими образами, тем не менее, имеет запутанное повествование, а замешательство и разочарование в конечном итоге перевешивают понимание». Мини Чхиббер из The Hindu похвалил визуальные эффекты фильма, но написал: «Действие такое же мрачное, как призрачные огни на корабле, а в конце вы чувствуете себя дамой за фортепиано, которая стучит головой по клавишам и просит милостыню».